# Eugenie Pappenheim

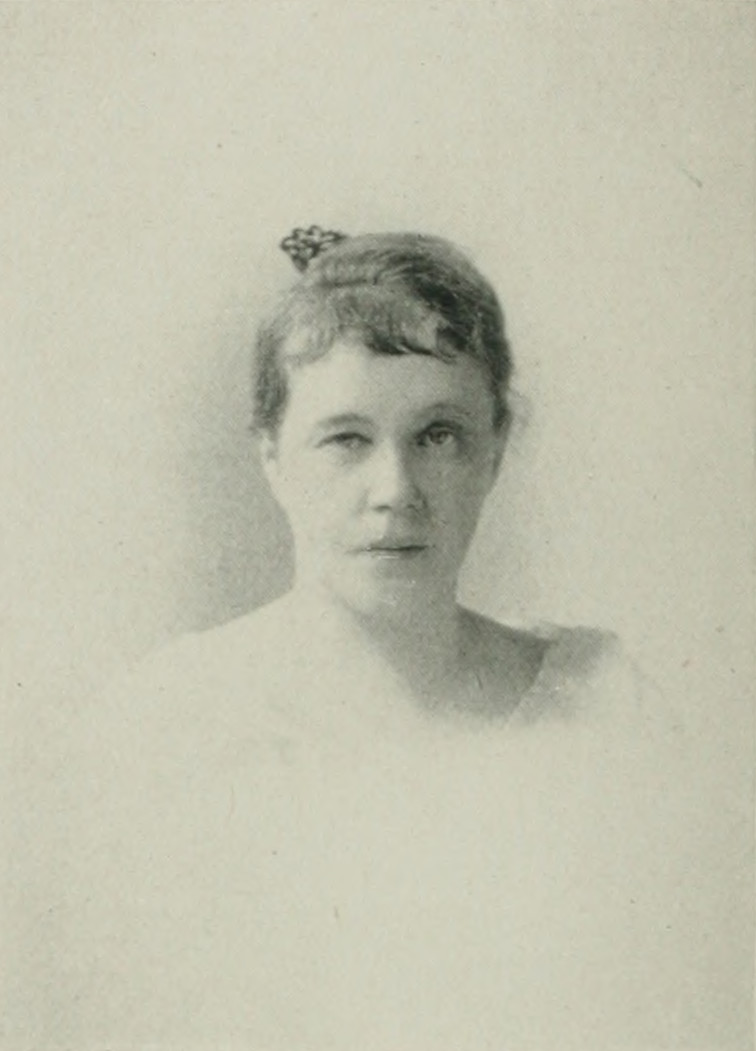
Eugenie Pappenheim

Eugenie Pappenheim (geboren zwischen 1842 und 1849 in Wien; gestorben Juni 1924 in Los Angeles) war eine österreichisch-amerikanische Opernsängerin (Sopran).

## Leben
Pappenheim debütierte in Linz 1866 als „Valentine“ in Die Hugenotten. Es folgten weitere Engagements an deutschen und österreichischen Opernhäusern; namentlich Gastspiele 1874 in Hamburg.
1875 wanderte Pappenheim als Mitglied der Wachtel Opera Company von Theodor Wachtel nach Amerika aus. 1876 trat sie als „Senta“ in der amerikanischen Erstaufführung von Der fliegende Holländer in Philadelphia auf. 1877 gründete sie mit weiteren Musikern eine eigene Operntruppe, mit der sie eine USA-Tournee unternahm. Namensgeber dieser Adams-Pappenheim Opera Company war neben ihr der Tenor Carl Adams. In Gastspielen trat sie auch noch einmal in Europa auf, darunter in Berlin. Nach dem Ende ihrer Bühnenlaufbahn war sie in New York und Los Angeles als Gesangspädagogin tätig.
In den USA heiratete sie den aus Hamburg stammenden Geschäftsmann Rudolf Ballin (1860–1922), der 1880 dorthin eingewandert war. Er starb zwei Jahre vor ihr. Eugenie Ballin vermachte in ihrem Testament jeweils 10.000 US-Dollar an die Städte Hamburg und Wien, mit denen sie sich besonders verbunden fühlte; unter der Bedingung, dass das Geld armen Hamburger Kindern zugutekommen müsse. Entsprechend richtete die Stadt Hamburg 1925 die Rudolf-Ballin-Stiftung ein, welche achtzig Jahre später im Jahr 2005 zwölf Kindertagesstätten betrieb.